# Orthosaris
Orthosaris é um gênero de mariposa pertencente à família Acrolepiidae.